# Глазовский краеведческий музей
Гла́зовский краеве́дческий музе́й расположен в Глазове по адресу ул. Кирова, 13.

## История
Музей был основан в августе 1918 года. 6 ноября 1920 года при Глазовском уездном отделе народного образования было открыто музейно-экскурсионно-выставочное отделение под руководством А. И. Ежовой. До 1922 года отделение находилось в помещении Отдела народного образования, в бывшем доме прокурора города М. С. Мешкова на углу современных улиц К. Маркса и Сибирской. Дом ныне не существует.
Из экспедиций А. И. Ежовой были привезены национальные удмуртские, чувашские, татарские костюмы, вышивки и украшения. Фонды музея также пополнились минералами Урала и Приуралья. Из Государственного музейного фонда поступили картины, художественный фарфор, монеты. На местном материале был организован отдел труда, где экспонировались ремёсла, промышленность, а также отдел быта с предметами обихода, орудиями труда и национальными костюмами.
В январе 1925 года выставочное отделение решением Глазовского исполкома было преобразовано в музей местного края под руководством А. И. Наговицыной. Музей находился в одном из помещений центральной городской библиотеки имени В. Г. Короленко. С 1929 по 1934 год музей занимал чердачное помещение бывшего особняка Тимофеевых — Смагиных на площади Свободы и не проводил постоянные экспозиции. В 1934 году музей занял этаж Дома вотской культуры (позднее — Районный дом культуры, ул. Первомайская, 33). В 1937—38 годах действовала экспозиция «Удмуртия при капитализме» и «Удмуртия при социалистическом строительстве».
В 1941 здание было передано под госпиталь, фонды переместили на склад. Во время войны все экспонаты музея, хранившиеся на складе райисполкома, были утеряны.
В 1946—49 годах заведующий музеем А. К. Ившин практически создавал экспозицию заново. Музей возобновил работу на общественных началах в мае 1947 как Глазовский районный краеведческий музей. В 1949 году музею выделили нижний этаж в прежнем месте — Районном доме культуры. В 1952 году музей переехал в здание Преображенского собора на площади Свободы.
В 1954 году музей был ликвидирован решением Совета министров РСФСР, экспонаты и имущество были переданы республиканскому музею Ижевска. В 1962 музей был вновь создан на общественных началах как народный краеведческий музей, открытие состоялось 2 июля 1963 года.
В 1968 году Глазовский народный музей был преобразован в филиал Удмуртского республиканского краеведческого музея. С 1983 по 1985 год музеем руководил краевед М. И. Буня, благодаря усилиям которого в 1984 году музею была выделена часть здания Дома пионеров (бывшее здание женской Александровской гимназии), где музей располагается в настоящее время. В 1985 году заведующей Глазовским филиалом Удмуртского Республиканского краеведческого музея была назначена О. Н. Коробейникова.
В 1992 году музей был преобразован в самостоятельное учреждение под названием Глазовский историко-краеведческий музей. В 1993 году открылся филиал — музей под открытым небом «Иднакар», отделившийся в самостоятельный музей в 2000 году.
С ноября 1999 по июль 2014 года музей возглавляла Н. Н. Кислова. В 2003 году коллектив музея был занесён на городскую Доску почета. В 2011 году музей получил нынешнее название — Муниципальное бюджетное учреждение культуры «Глазовский краеведческий музей».

## Описание
Экспозиционно-выставочная площадь музея составляет 319,8 м², площадь фондохранилищ — 130,3 м². В основном фонде музея 29 603 единицы хранения, по состоянию на 1 января 2012 года.
В музее 7 экспозиционных залов:
- Экспериментальная экспозиция информационного центра «Вселенная и Человек»
- «Иднакар — древнее городище удмуртов»
- «Глазов и Глазовский уезд»
- «Во вверенном мне городе Глазове…» (посвящена жизни и службе П. Ф. Чайковского)
- Литературно-музыкальная гостиная «Театр дал мне жизнь…» (посвящена творчеству О. Л. Книппер-Чеховой)
- Выставка-продажа «Город мастеров»
- Выставочный зал.

## Галерея

Экспозиции музея
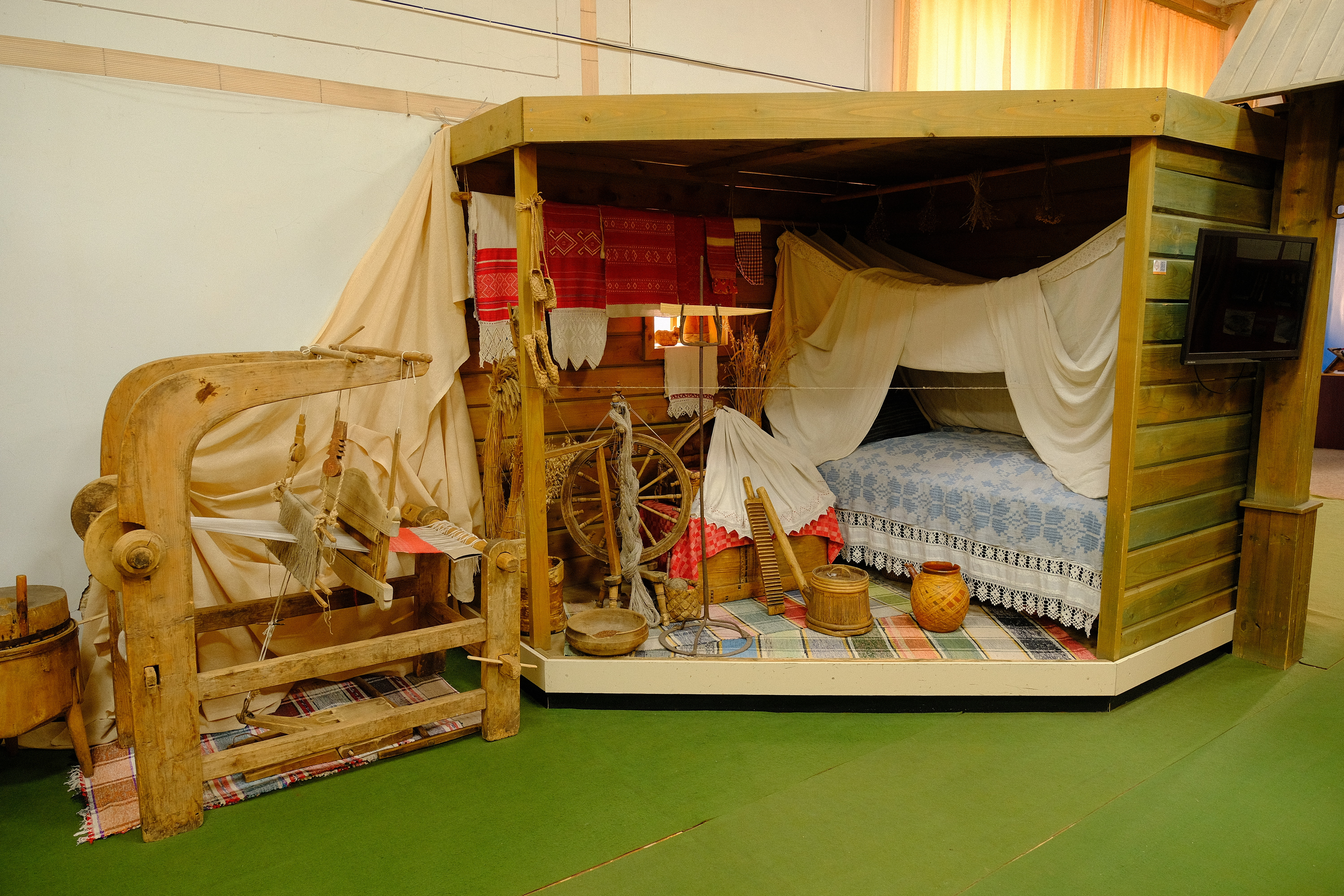
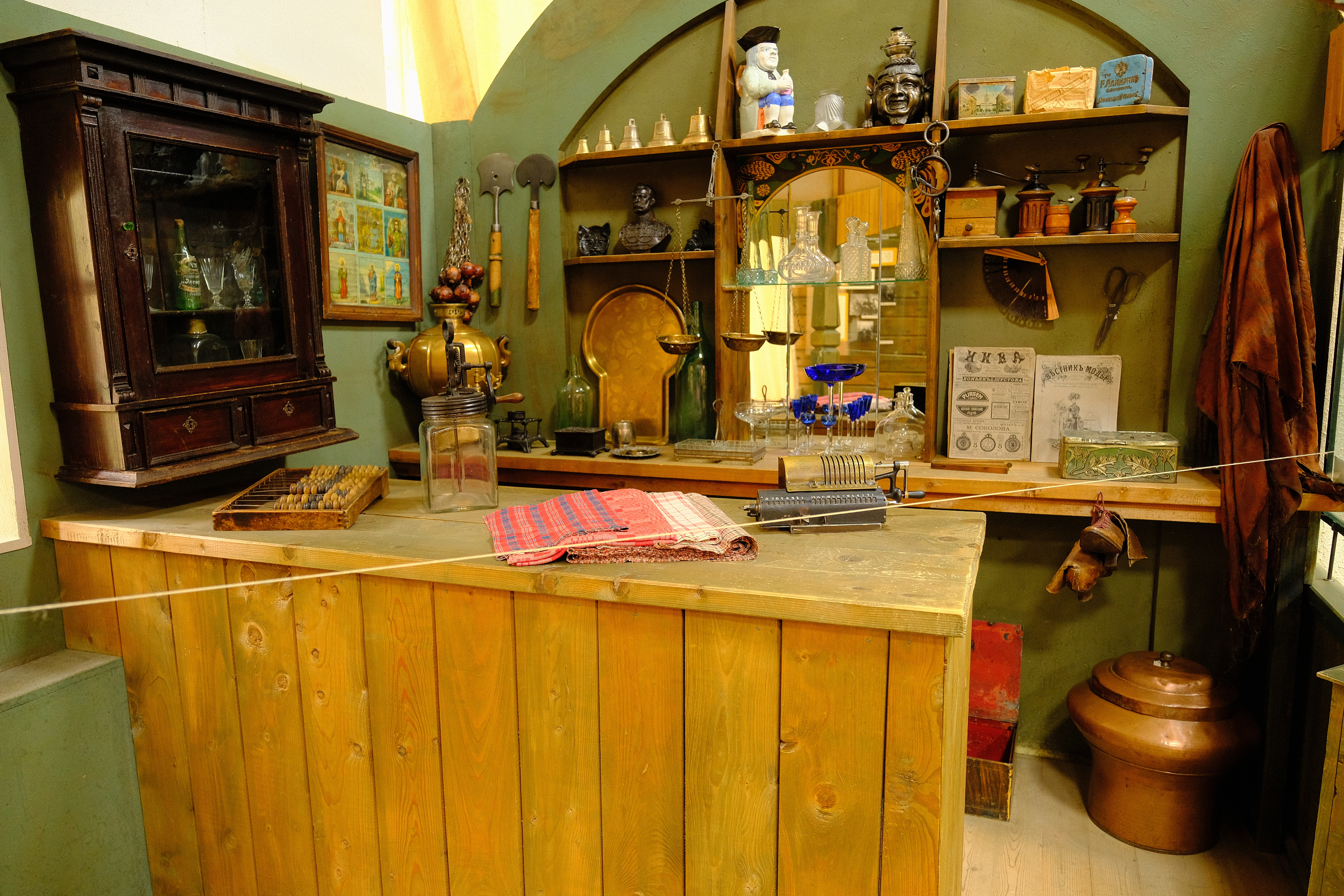
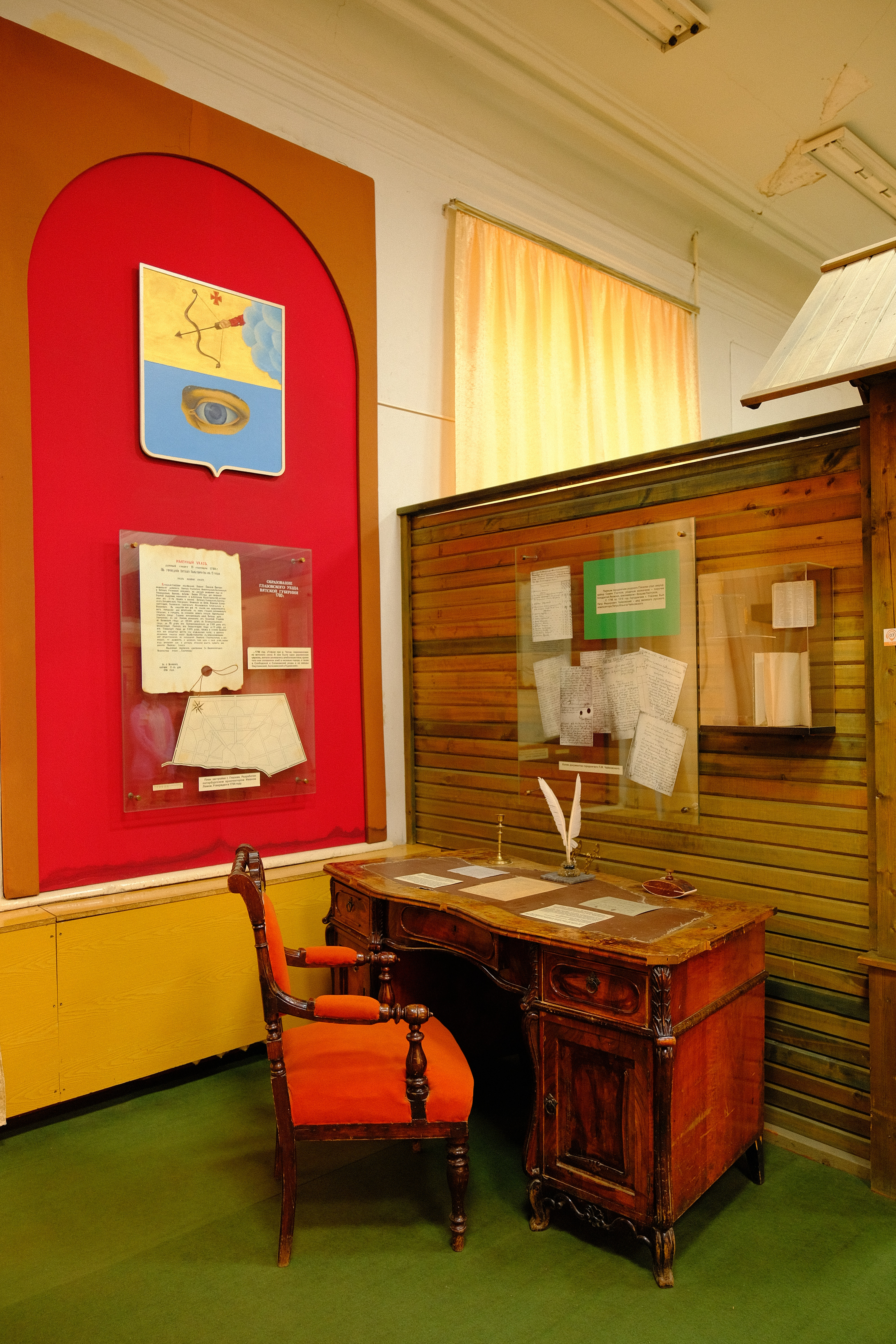
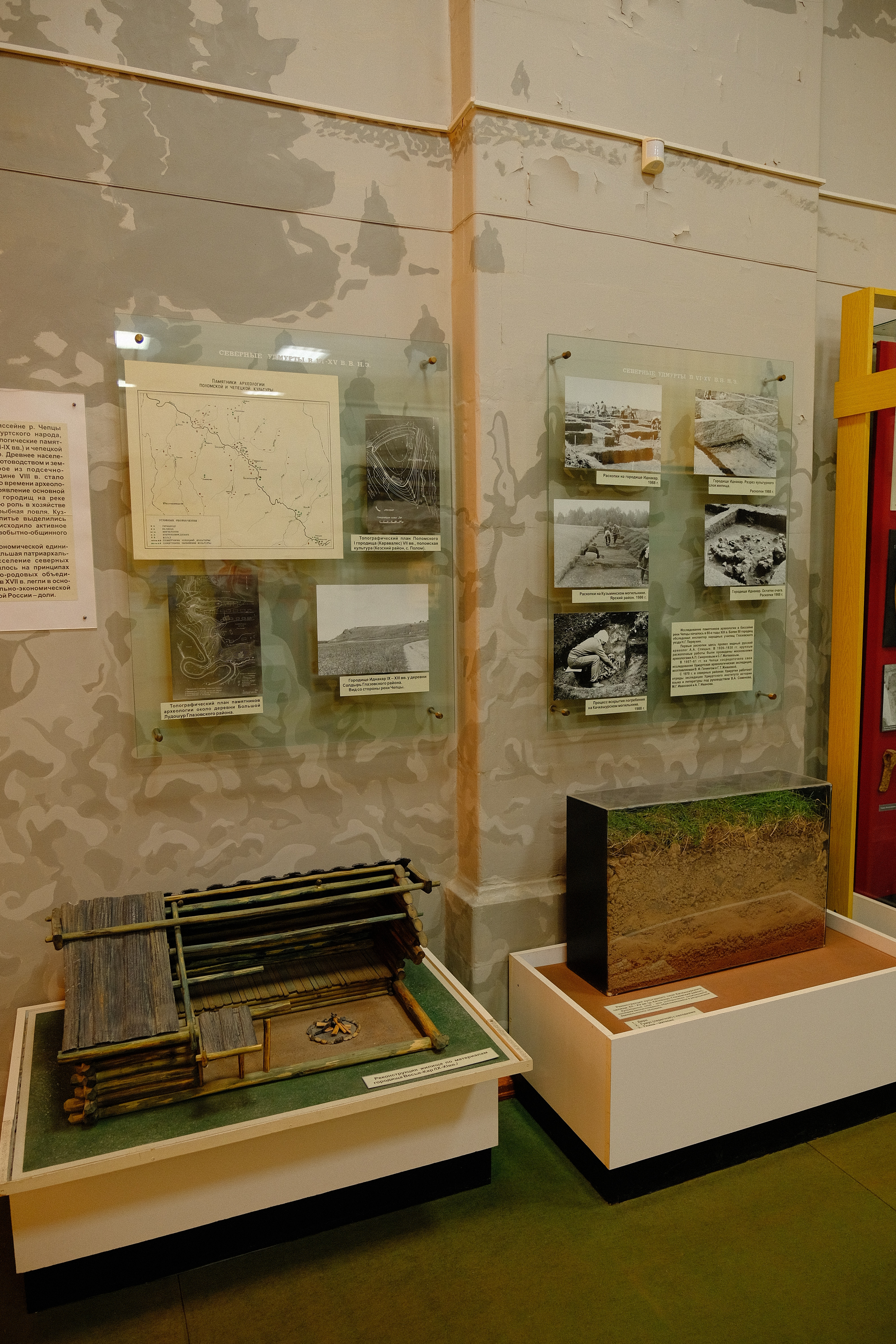
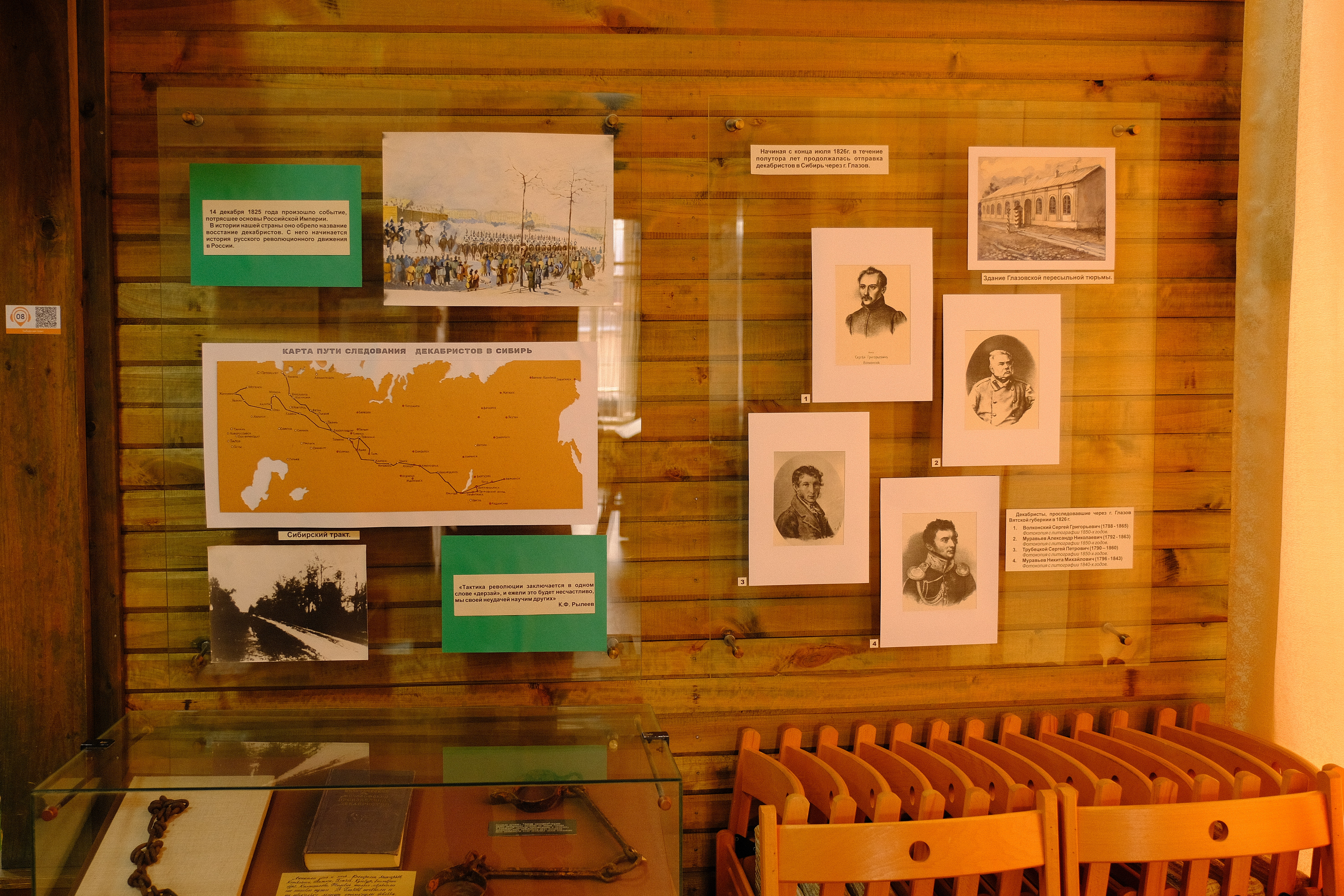
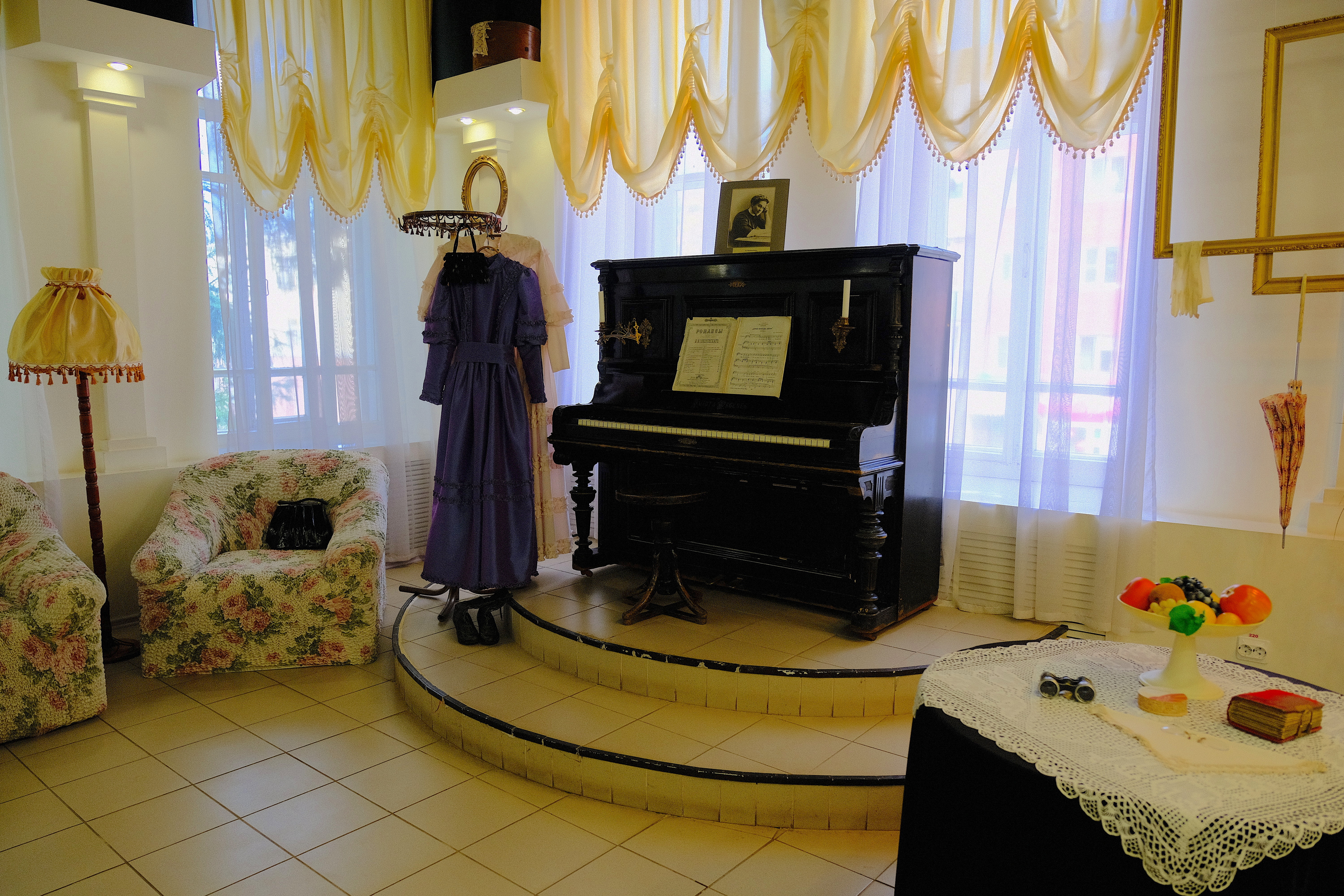